# La Masica
La Masica es un municipio del departamento de Atlántida en la República de Honduras. Su nombre se debe a la abundancia del árbol homónimo, cuyo fruto es comestible y de sabor insípido. 

## Límites
La cabecera se encuentra entre el Río Cuero y la Quebrada La Presa llevando el mismo nombre La Masica.
| Orientación | Límite                                |
| ----------- | ------------------------------------- |
| Norte       | Mar Caribe                            |
| Sur         | Municipio de Yoro, Yoro               |
| Sur         | Municipio de Olanchito, Yoro          |
| Este        | Municipio de San Francisco, Atlántida |
| Oeste       | Municipio de Esparta, Atlántida       |

La Masica tiene un área de 468.4 km².

## Historia
En 1922 (13 de noviembre), se funda La Masica. En sus principios era una aldea, perteneciente a la jurisdicción del municipio de San Francisco (creado en 1885). Es así que la población convencida de ascender de nivel, solicita al gobierno de la república la creación del municipio de La Masica.
Acuerdo gubernamental:

«Tegucigalpa, 13 de noviembre de 1922. El 31 de diciembre de 1911, los vecinos de la aldea de La Masica, jurisdicción municipal de San Francisco, departamento de Atlántida, se presentaron a la Secretaría de Estado pidiendo se acordara la creación del Municipio de La Masica. Aldea en el cual aparecían inscritos 595 habitantes. SE AUTORIZA, en consecuencia, la creación del nuevo municipio de La Masica, el cual constaba de las aldeas y caseríos siguientes: San Juan Pueblo, Boca Cerrada, F.1 Naranjal, La Hondura, Gualiqueme, San Marcos, San Antonio, Agua Caliente, Tierra Firme, El Manchón, y Audiencia, teniendo por cabecera La Masica. El número de habitantes de: nuevo municipio era, poco más o s permanentes, sin contar la población flotante. El municipio de La Masica queda en la obligación de pagar la mitad de la deuda que tenía hasta esta fecha la municipalidad de San Francisco. El Secretario de Estado en el Despacho de Gobernación y Justicia. J.M.   Guillén Vélez».

## Población
La Masica, está catalogada como la tercera ciudad del departamento de Atlántida y cuenta con una población estimada de 32,277 habitantes (a julio de 2020).

## Política
| Puesto      | Funcionario                     | Partido político       |
| ----------- | ------------------------------- | ---------------------- |
| Alcalde     | Ovidio Naún Turcios Calidonio   | Partido Liberal        |
| Vicealcalde | Suelen Sujey Fino Noriega       | Partido Liberal        |
| Regidor 1   | Gerardo Antonio Quijada Romero  | Partido Nacional       |
| Regidor 2   | Marlen Judith Andino Martínez   | Partido Liberal        |
| Regidor 3   | Martha Lidia Romero Amaya       | Partido Nacional       |
| Regidor 4   | Edwin Saúl Méndez Dubón         | Partido Liberal        |
| Regidor 5   | Héctor Raúl Amaya Solís         | Libertad y Refundación |
| Regidor 6   | Leonel Molina Aguilar           | Partido Nacional       |
| Regidor 7   | Delia Elizabeth Canales Sandres | Partido Liberal        |
| Regidor 8   | Marco Tulio Acosta López        | Libertad y Refundación |

## Deportes
En 1936, es fundado el Santa Rosa F.C
En las décadas de los años 1980, 1990 & 2000 a los jugadores del Santa Rosa F. C. se les consideró como la época y generación de jugadores de oro. Cabe detallar las veces en que fueron campeones departamentales en dichas épocas del siglo XX. En el Siglo XXI, Tricampeones departamentales en el 2008, 2009 & 2010 bajo la dirección de Luis Manuel Rosales. 
En 2019 (junio), el Real Club Deportivo España cede al Santa Rosa F. C. la categoría de Segunda División, puesto que antes ocupaba la Ensenada F. C. Actualmente disputa la Liga de Ascenso de Honduras en el Grupo A.

## Economía
Actualmente el casco urbano está en constante crecimiento; es decir, en un desarrollo no muy apresurado pero si aceptable en comparación con las grandes ciudades hondureñas. El sustento de sus pobladores se basa en la agricultura como ser cacao, palma africana, naranjales, producción de granos básicos maíz, frijol y productos ganaderos carne, leche, queso entre otros.

## Turismo
La reserva de vida silvestre Cuero y Salado permite mostrar una diversidad de árboles y animales, vaca marina a punto de extinción; iguanas, cocodrilos entre otros y extensa variedad de aves.
La feria es el 30 de agosto de cada año, celebrado a Santa Rosa de Lima. Su primera reina del carnaval de Santa Rosa de Lima se llama Elvira Aguirre Cruz, procedente de La Masica, Atlántida.

## División Política
- Aldeas: 19 (2013)
- Caseríos: 142 (2013)

| Código administrativo | Aldea           |
| --------------------- | --------------- |
| 010501                | La Masica       |
| 010502                | Agua Caliente   |
| 010503                | Agua Fría       |
| 010504                | Boca Cerrada    |
| 010505                | Colinas         |
| 010506                | El Desvío       |
| 010507                | El Naranjal     |
| 010508                | El Oro          |
| 010509                | El Recreo       |
| 010510                | La Cumbre       |
| 010511                | Monte Negro     |
| 010512                | San Antonio     |
| 010513                | San Juan Benque |
| 010514                | San Juan Pueblo |
| 010515                | San Marcos      |
| 010516                | Santa Fe        |
| 010517                | Soledad         |
| 010518                | Tierra Firme    |
| 010519                | Trípoli         |